# Skeatia elegantula
Skeatia elegantula är en stekelart som först beskrevs av Brulle 1846.  Skeatia elegantula ingår i släktet Skeatia och familjen brokparasitsteklar. Inga underarter finns listade i Catalogue of Life.